# Antoine Estienne
Pour les articles homonymes, voir Estienne.
Paul Antoine Estienne, fils de Paul Estienne, né à Genève en juin 1592 et mort à Paris en 1674, est un imprimeur français.

## Biographie
Il poursuit des études à Lyon, avant de se rendre à Paris à l'âge de dix-huit ans. Il embrasse la religion catholique et obtient en 1614 le titre d'imprimeur du roi et du clergé. Le cardinal Du Perron, son protecteur, lui fait accorder une pension de 500 livres qu'il cesse de percevoir dès la mort du prélat. Il réimprime pour la société des libraires de Paris les Pères grecs, et publie d'autres ouvrages importants, tels que la Bible de Morin, l'Aristote de Duval, Strabon, Xénophon, Plutarque, etc. 
De son mariage avec Jeanne Leclerc naissent plusieurs enfants, dont Henri, qui devait lui succéder mais qui meurt des suites de débauches avec des camarades. Il vend en août 1662 sa charge d'imprimeur du roi à Sébastien Huré (1621-1678), associé à Frédéric Léonard et cesse toute activité en 1664. Antoine, devenu infirme et aveugle, se voit obligé de solliciter une place à l'Hôtel-Dieu de Paris, où il meurt en 1674, à l'âge de 80 ans. « On a dit qu'il était le dernier rejeton de l'illustre famille des Estienne, dont le nom sera toujours prononcé avec reconnaissance par les véritables amis des lettres et de la gloire de la France » mais cette famille existe encore au XIXe siècle, selon le tableau généalogique inséré dans le supplément du Dictionnaire historique de Ladvocat.